# Tipula (Vestiplex) pallidicosta pallidicosta
Tipula (Vestiplex) pallidicosta pallidicosta is een ondersoort van de tweevleugelige Tipula (Vestiplex) pallidicosta uit de familie langpootmuggen (Tipulidae). De ondersoort komt voor in het Palearctisch gebied.